# Norberto Outes
Norberto Daniel Outes (ur. 10 października 1953 w Buenos Aires) – argentyński piłkarz występujący na pozycji napastnika.

## Kariera klubowa
Outes rozpoczynał swoją karierę w CA Independiente, z którym wygrał rozgrywki Copa Libertadores 1975 i 2 razy zdobywał mistrzostwo Argentyny. Po 5 latach przeniósł się do klubu zza miedzy - Boca Juniors. Tam spędził rok, po czym wyjechał do Meksyku, aby reprezentować barwy Club América. W tym zespole wywalczył tytuł króla strzelców ligi meksykańskiej w 1983 roku. Osiągnięcie to powtórzył rok później grając w Necaxie. Po dwóch latach spędzonych w meksykańskich klubach wrócił do Argentyny, gdzie zakończył karierę w Vélez Sársfield.

## Osiągnięcia
- Independiente
  - Mistrz Argentyny: 1977, 1978
  - Zwycięzca Copa Libertadores: 1975
- Indywidualne
  - Król strzelców ligi meksykańskiej: 1983, 1984